# Фіфф (Алабама)
Фіфф (англ. Fyffe) — місто (англ. town) в США, в окрузі Декальб штату Алабама. Населення — 967 осіб (2020).

## Географія
Фіфф розташований за координатами 34°26′59″ пн. ш. 85°54′18″ зх. д. / 34.44972° пн. ш. 85.90500° зх. д. (34.449615, -85.904969).  За даними Бюро перепису населення США в 2010 році місто мало площу 11,41 км², уся площа — суходіл.

## Демографія
Згідно з переписом 2010 року, у місті мешкало 1018 осіб у 418 домогосподарствах у складі 278 родин. Густота населення становила 89 осіб/км².  Було 463 помешкання (41/км²).
Расовий склад населення:
| - 94,0 % — білих - 1,5 % — корінних американців - 0,7 % — азіатів - 0,3 % — чорних або афроамериканців - 1,1 % — осіб інших рас |

До двох чи більше рас належало 2,5 %. Частка іспаномовних становила 1,3 % від усіх жителів.
За віковим діапазоном населення розподілялося таким чином: 25,4 % — особи молодші 18 років, 60,1 % — особи у віці 18—64 років, 14,5 % — особи у віці 65 років та старші. Медіана віку мешканця становила 38,0 року. На 100 осіб жіночої статі у місті припадало 96,9 чоловіків;  на 100 жінок у віці від 18 років та старших — 89,8 чоловіків також старших 18 років.
Середній дохід на одне домашнє господарство  становив 52 201 долар США (медіана — 42 356), а середній дохід на одну сім'ю — 63 353 долари (медіана — 54 722). За межею бідності перебувало 12,8 % осіб, у тому числі 8,2 % дітей у віці до 18 років та 15,6 % осіб у віці 65 років та старших.
Цивільне працевлаштоване населення становило 525 осіб. Основні галузі зайнятості: виробництво — 22,5 %, освіта, охорона здоров'я та соціальна допомога — 14,9 %, роздрібна торгівля — 11,4 %, транспорт — 10,3 %.